# Lizines
Lizines est une commune française située dans le département de Seine-et-Marne en région Île-de-France.

## Géographie

### Localisation
La commune est située à environ 31 kilomètres au nord est de Montereau-Fault-Yonne.

### Communes limitrophes
|                      | Maison-Rouge | Saint-Loup-de-Naud |
| Sognolles-en-Montois | Lizines      |                    |
|                      |              | Savins             |

### Hydrographie

#### Réseau hydrographique

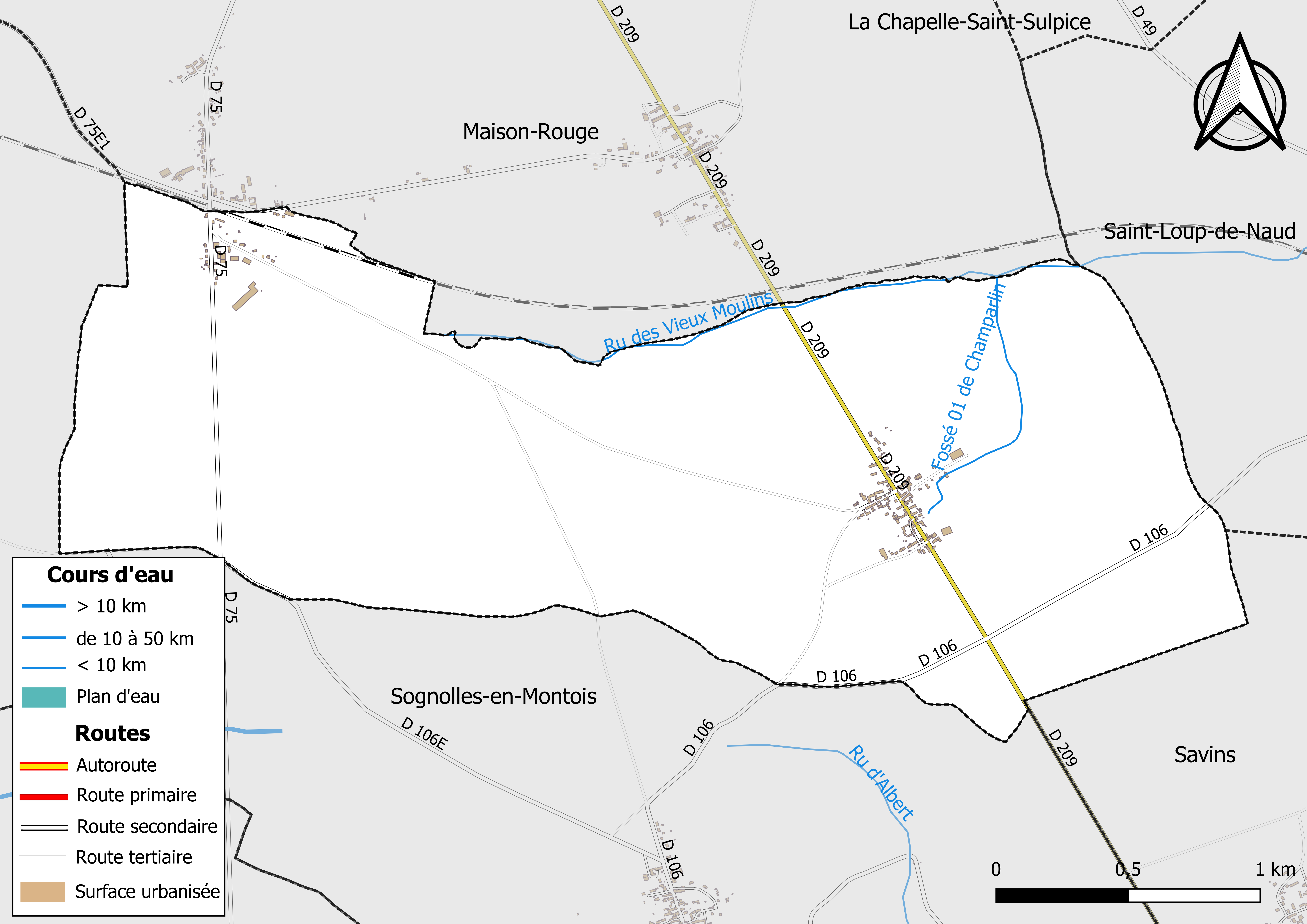
Carte des réseaux hydrographique et routier de Lizines.

Le réseau hydrographique de la commune se compose de deux cours d'eau référencés :
- le ru des Vieux Moulins, long de 4,7 km[1], qui conflue dans le ru du Dragon ;
  - le fossé 01 de Champarlin, 1,2 km[2], qui conflue avec  le ru des Vieux Moulins.

La longueur totale des cours d'eau sur la commune est de 1,54 km.

#### Gestion des cours d'eau
Afin d’atteindre le bon état des eaux imposé par la Directive-cadre sur l'eau du 23 octobre 2000, plusieurs outils de gestion intégrée s’articulent à différentes échelles : le SDAGE, à l’échelle du bassin hydrographique, et le SAGE, à l’échelle locale. Ce dernier fixe les objectifs généraux d’utilisation, de mise en valeur et de protection quantitative et qualitative des ressources en eau superficielle et souterraine. Le département de Seine-et-Marne est couvert par six SAGE, au sein du bassin Seine-Normandie.
La commune fait partie du SAGE « Bassée Voulzie », en cours d'élaboration en décembre 2020. Le territoire de ce SAGE concerne 144 communes dont 73 en Seine-et-Marne, 50 dans l'Aube, 15 dans la Marne et 6 dans l'Yonne, pour une superficie de 1 710 km2,. Le pilotage et l’animation du SAGE sont assurés par Syndicat Mixte Ouvert de l’eau potable, de l’assainissement collectif, de l’assainissement non collectif, des milieux aquatiques et de la démoustication (SDDEA), qualifié de « structure porteuse ».

### Climat
Pour des articles plus généraux, voir Climat de l'Île-de-France et Climat de Seine-et-Marne.
En 2010, le climat de la commune est de type climat océanique dégradé des plaines du Centre et du Nord, selon une étude du CNRS s'appuyant sur une série de données couvrant la période 1971-2000. En 2020, Météo-France publie une typologie des climats de la France métropolitaine dans laquelle la commune est exposée à un climat océanique altéré et est dans la région climatique Nord-est du bassin Parisien, caractérisée par un ensoleillement médiocre, une pluviométrie moyenne régulièrement répartie au cours de l’année et un hiver froid (3 °C).
Pour la période 1971-2000, la température annuelle moyenne est de 10,8 °C, avec une amplitude thermique annuelle de 15,6 °C. Le cumul annuel moyen de précipitations est de 725 mm, avec 11,8 jours de précipitations en janvier et 7,6 jours en juillet. Pour la période 1991-2020, la température moyenne annuelle observée sur la station météorologique la plus proche, située sur la commune de Voulton à 15 km à vol d'oiseau, est de 11,3 °C et le cumul annuel moyen de précipitations est de 740,8 mm,. Pour l'avenir, les paramètres climatiques de la commune estimés pour 2050 selon différents scénarios d'émission de gaz à effet de serre sont consultables sur un site dédié publié par Météo-France en novembre 2022.

### Milieux naturels et biodiversité
Aucun espace naturel présentant un intérêt patrimonial n'est recensé sur la commune dans l'inventaire national du patrimoine naturel,,.

## Urbanisme

### Typologie
Au 1er janvier 2024, Lizines est catégorisée commune rurale à habitat dispersé, selon la nouvelle grille communale de densité à sept niveaux définie par l'Insee en 2022.
Elle est située hors unité urbaine. Par ailleurs la commune fait partie de l'aire d'attraction de Paris, dont elle est une commune de la couronne,. Cette aire regroupe 1 929 communes,.

### Lieux-dits et écarts
La commune compte 44 lieux-dits administratifs répertoriés consultables ici.

### Occupation des sols
L'occupation des sols de la commune, telle qu'elle ressort de la base de données européenne d’occupation biophysique des sols Corine Land Cover (CLC), est marquée par l'importance des territoires agricoles (91,4 % en 2018), une proportion identique à celle de 1990 (91,4 %). La répartition détaillée en 2018 est la suivante : 
terres arables (91,4% ), forêts (8,6 %).
Parallèlement, L'Institut Paris Région, agence d'urbanisme de la région Île-de-France, a mis en place un inventaire numérique de l'occupation du sol de l'Île-de-France, dénommé le MOS (Mode d'occupation du sol), actualisé régulièrement depuis sa première édition en 1982. Réalisé à partir de photos aériennes, le Mos distingue les espaces naturels, agricoles et forestiers mais aussi les espaces urbains (habitat, infrastructures, équipements, activités économiques, etc.) selon une classification pouvant aller jusqu'à 81 postes, différente de celle de Corine Land Cover,,. L'Institut met également à disposition des outils permettant de visualiser par photo aérienne l'évolution de l'occupation des sols de la commune entre 1949 et 2018.

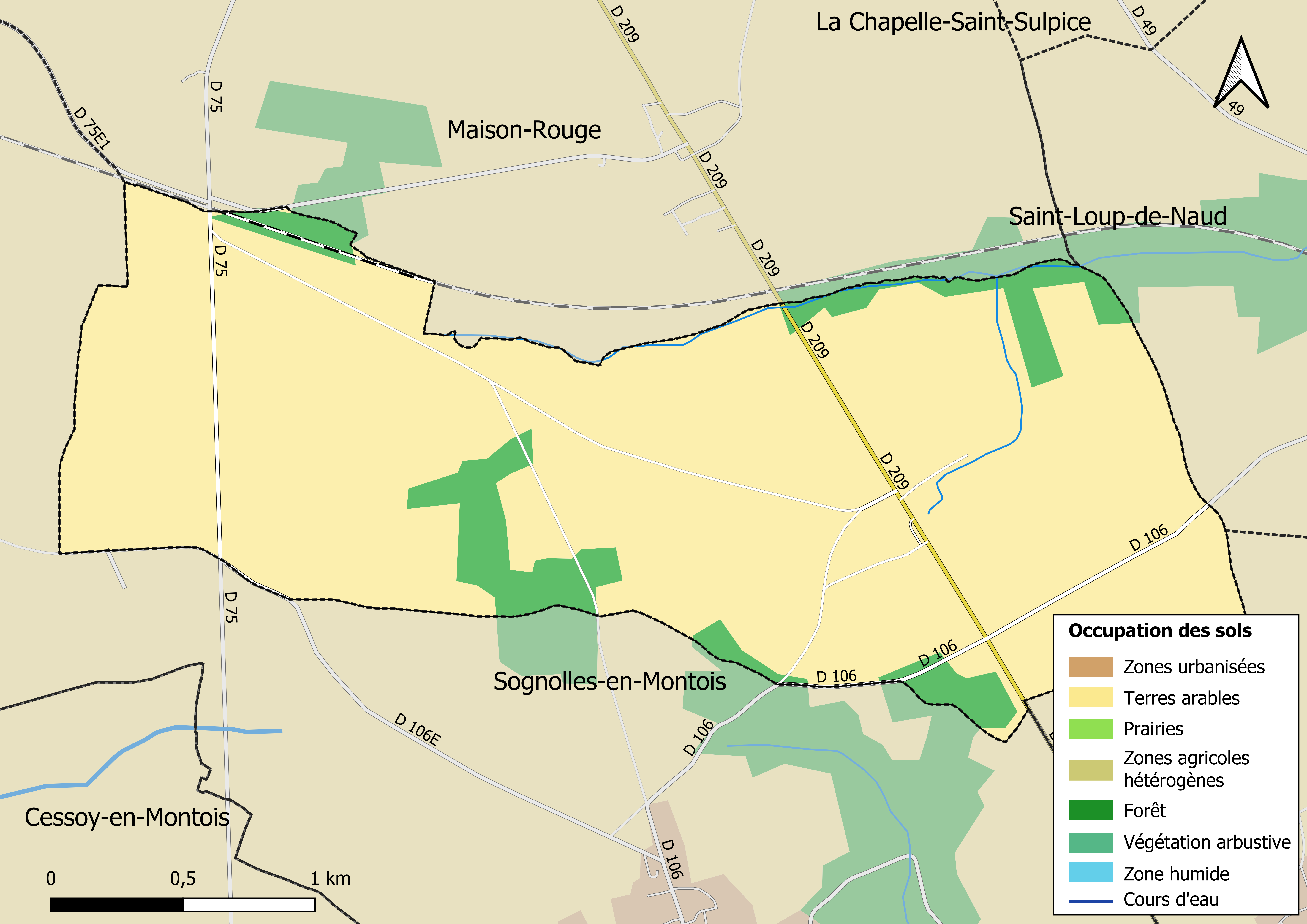
Carte des infrastructures et de l'occupation des sols en 2018 (CLC) de la commune.
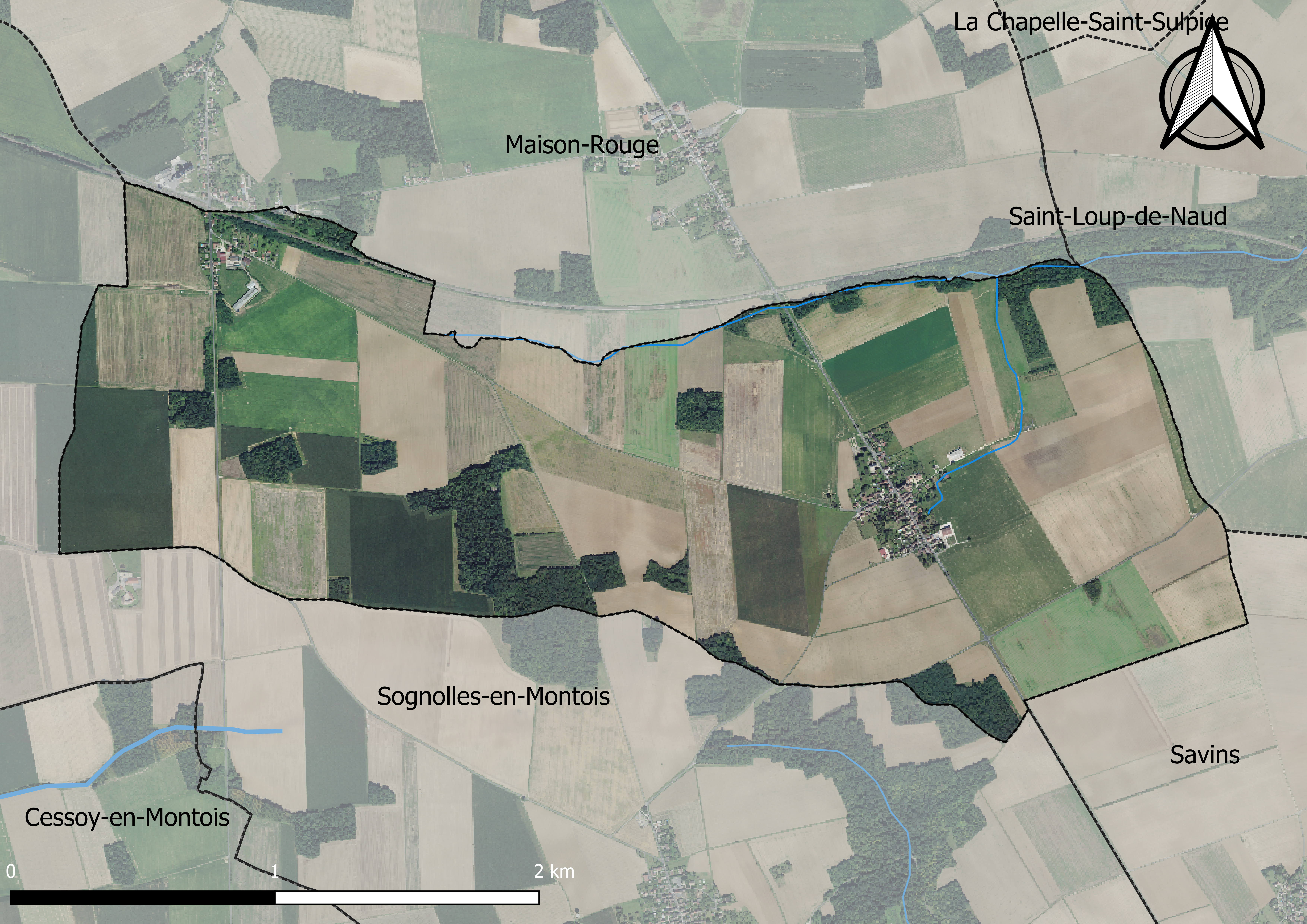
Carte orhophotogrammétrique de la commune.

### Planification
La loi SRU du 13 décembre 2000 a incité les communes à se regrouper au sein d’un établissement public, pour déterminer les partis d’aménagement de l’espace au sein d’un SCoT, un document d’orientation stratégique des politiques publiques à une grande échelle et à un horizon de 20 ans et s'imposant aux documents d'urbanisme locaux, les PLU (Plan local d'urbanisme). La commune est dans le territoire du SCOT Grand Provinois, dont le projet a été arrêté le 29 janvier 2020, porté par le syndicat mixte d’études et de programmation (SMEP) du Grand Provinois, qui regroupe les Communautés de Communes du Provinois et de Bassée-Montois, soit 82 communes.
La commune disposait en 2019 d'un plan local d'urbanisme en révision. Le zonage réglementaire et le règlement associé peuvent être consultés sur le Géoportail de l'urbanisme.

### Logement
En 2016, le nombre total de logements dans la commune était de 84 dont 97,6 % de maisons et 2,4 % d’appartements.
Parmi ces logements, 83,2 % étaient des résidences principales, 10,8 % des résidences secondaires et 6 % des logements vacants.
La part des ménages fiscaux propriétaires de leur résidence principale s’élevait à 87,1 % contre 12,9 % de locataires.

## Toponymie
- du latin Liciniacum, « domaine de Licinius » ;
- de glisa (argile, terre glaise), atelier de potiers gallo-romain[27].
- Formes anciennes : Lisiniis (1130) ; Lesignes (vers 1201) ; Lasines, Leisines (vers 1222) ; Lisines (1257) ; Lisygnes (1260) ; Granchia de Lisiniis (1267) ; Lisinae (1270) ; Lesinis (vers 1350) ; Lissines (1555) ; Lizines (1659) ; Lizines-et-Sognolles (1817)[28].

## Histoire
Autrefois section de la commune de Lizines-Sognolles, Lizines a été érigé en commune distincte par une loi du 21 juillet 1874.

## Politique et administration

### Liste des maires
| Période                                  | Période   | Identité            | Étiquette | Qualité  |
| ---------------------------------------- | --------- | ------------------- | --------- | -------- |
| Les données manquantes sont à compléter. |           |                     |           |          |
| avant 1995                               | ?         | Jean-Marie Dormion  | DVD       |          |
|                                          |           |                     |           |          |
| octobre 2004                             | mars 2014 | Patrick Drault      |           |          |
| mars 2014                                | 2020      | Jean-Pierre Richard |           | Retraité |
| 2020                                     | En cours  | Didier Frappat      |           | Retraité |

## Équipements et services

### Eau et assainissement
L’organisation de la distribution de l’eau potable, de la collecte et du traitement des eaux usées et pluviales relève des communes. La loi NOTRe de 2015 a accru le rôle des EPCI à fiscalité propre en leur transférant cette compétence. Ce transfert devait en principe être effectif au 1er janvier 2020, mais la loi Ferrand-Fesneau du 3 août 2018 a introduit la possibilité d’un report de ce transfert au 1er janvier 2026,.

#### Assainissement des eaux usées
En 2020, la commune de Lizines gère le service d’assainissement collectif (collecte, transport et dépollution) en régie directe, c’est-à-dire avec ses propres personnels.
L’assainissement non collectif (ANC) désigne les installations individuelles de traitement des eaux domestiques qui ne sont pas desservies par un réseau public de collecte des eaux usées et qui doivent en conséquence traiter elles-mêmes leurs eaux usées avant de les rejeter dans le milieu naturel. La communauté de communes de la Bassée - Montois (CCBM) assure pour le compte de la commune le service public d'assainissement non collectif (SPANC), qui a pour mission de vérifier la bonne exécution des travaux de réalisation et de réhabilitation, ainsi que le bon fonctionnement et l’entretien des installations,.

#### Eau potable
En 2020, l'alimentation en eau potable est assurée par le syndicat de l'Eau de l'Est seine-et-marnais (S2E77) qui en a délégué la gestion à l'entreprise Veolia, dont le contrat expire le 15 avril 2032,,.
Les nappes de Beauce et du Champigny sont classées en zone de répartition des eaux (ZRE), signifiant un déséquilibre entre les besoins en eau et la ressource disponible. Le changement climatique est susceptible d’aggraver ce déséquilibre. Ainsi afin de renforcer la garantie d’une distribution d’une eau de qualité en permanence sur le territoire du département, le troisième Plan départemental de l’eau signé, le 3 octobre 2017, contient un plan d’actions afin d’assurer avec priorisation la sécurisation de l’alimentation en eau potable des Seine-et-Marnais. A cette fin a été préparé et publié en décembre 2020 un schéma départemental d’alimentation en eau potable de secours dans lequel huit secteurs prioritaires sont définis. La commune fait partie du secteur Bassée Montois.

## Population et société

### Démographie
L'évolution du nombre d'habitants est connue à travers les recensements de la population effectués dans la commune depuis 1793. Pour les communes de moins de 10 000 habitants, une enquête de recensement portant sur toute la population est réalisée tous les cinq ans, les populations de référence des années intermédiaires étant quant à elles estimées par interpolation ou extrapolation. Pour la commune, le premier recensement exhaustif entrant dans le cadre du nouveau dispositif a été réalisé en 2007.

En 2022, la commune comptait 178 habitants, en évolution de −3,78 % par rapport à 2016 (Seine-et-Marne : +3,92 %, France hors Mayotte : +2,11 %).
| 1793 | 1800 | 1806 | 1821 | 1831 | 1836 | 1841 | 1846 | 1851 |
| ---- | ---- | ---- | ---- | ---- | ---- | ---- | ---- | ---- |
| 736  | 787  | 801  | 728  | 725  | 711  | 715  | 705  | 712  |

| 1856 | 1861 | 1866 | 1872 | 1876 | 1881 | 1886 | 1891 | 1896 |
| ---- | ---- | ---- | ---- | ---- | ---- | ---- | ---- | ---- |
| 688  | 639  | 604  | 587  | 140  | 134  | 121  | 125  | 118  |

| 1901 | 1906 | 1911 | 1921 | 1926 | 1931 | 1936 | 1946 | 1954 |
| ---- | ---- | ---- | ---- | ---- | ---- | ---- | ---- | ---- |
| 123  | 118  | 131  | 137  | 134  | 119  | 106  | 121  | 126  |

| 1962 | 1968 | 1975 | 1982 | 1990 | 1999 | 2006 | 2007 | 2012 |
| ---- | ---- | ---- | ---- | ---- | ---- | ---- | ---- | ---- |
| 118  | 97   | 97   | 142  | 139  | 155  | 164  | 165  | 179  |

| 2017 | 2022 | - | - | - | - | - | - | - |
| ---- | ---- | - | - | - | - | - | - | - |
| 185  | 178  | - | - | - | - | - | - | - |

## Économie

### Secteurs d'activité

#### Agriculture
Lizines est dans la petite région agricole dénommée le « Montois », une petite région à l'est du département, en limite sud de la Brie. En 2010, l'orientation technico-économique de l'agriculture sur la commune est la polyculture et le polyélevage.
Si la productivité agricole de la Seine-et-Marne se situe dans le peloton de tête des départements français, le département enregistre un double phénomène de disparition des terres cultivables (près de 2 000 ha par an dans les années 1980, moins dans les années 2000) et de réduction d'environ 30 % du nombre d'agriculteurs dans les années 2010. Cette tendance n'est pas confirmée au niveau de la commune qui voit le nombre d'exploitations rester constant entre 1988 et 2010. Parallèlement, la taille de ces exploitations augmente, passant de 71 ha en 1988 à 111 ha en 2010.
Le tableau ci-dessous présente les principales caractéristiques des exploitations agricoles de Lizines, observées sur une période de 22 ans : 
|                                      | 1988 | 2000 | 2010 |
| ------------------------------------ | ---- | ---- | ---- |
| Dimension économique,                |      |      |      |
| Nombre d’exploitations (u)           | 4    | 4    | 4    |
| Travail (UTA)                        | 6    | 9    | 13   |
| Surface agricole utilisée (ha)       | 285  | 439  | 444  |
| Cultures                             |      |      |      |
| Terres labourables (ha)              | 270  | 420  | 411  |
| Céréales (ha)                        | 164  | 273  | 281  |
| dont blé tendre (ha)                 | 108  | 193  | 184  |
| dont maïs-grain et maïs-semence (ha) | 48   | s    | 68   |
| Tournesol (ha)                       | s    | s    |      |
| Colza et navette (ha)                | s    | s    | s    |
| Élevage                              |      |      |      |
| Cheptel (UGBTA)                      | 148  | 200  | 286  |

## Culture locale et patrimoine

### Lieux et monuments
- L’église Saint-Georges de Lizines a été classée monument historique par arrêté en date du 3 mai 1913[46].

Sa nef, remontant au XIe siècle, est précédée d'un clocher-porche du XIIIe siècle orné d'un remarquable portail au tympan sculpté et polychrome, lequel présente une Vierge à l'Enfant couronnée par deux anges et entourée de thuriféraires. Autrefois accostée d'un collatéral nord aujourd'hui ruiné, la nef débouche sur un chœur voûté d'ogives datant également du XIIIe siècle.
Une chapelle seigneuriale communique au septentrion avec l'espace sacerdotal qui recèle un riche mobilier en partie classé. On peut ainsi admirer un saint Georges terrassant le dragon, et une statue en bois polychrome de saint Michel luttant contre les forces du mal. Fermé par une grille du XVIIIe siècle, le chœur offre également à la contemplation un retable baroque tandis que la nef présente une dalle funéraire d'un curé du lieu datant du XVIe siècle.

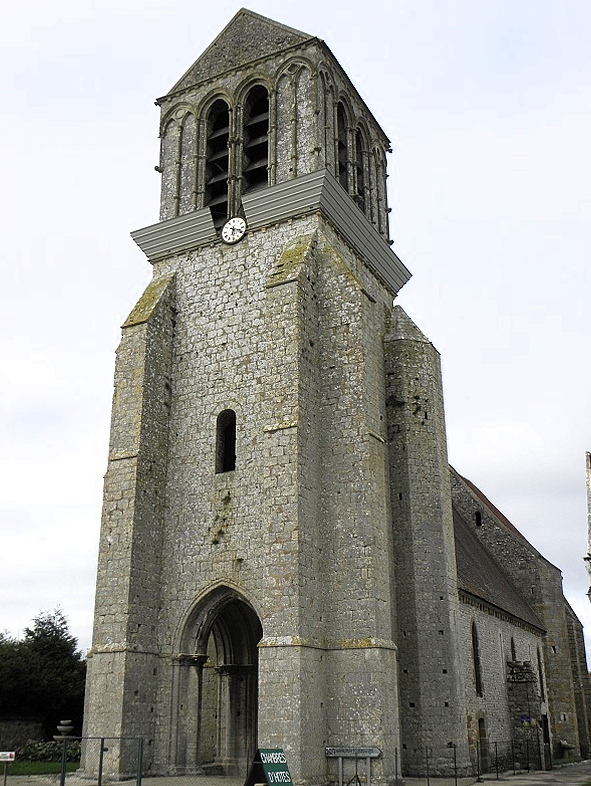
Église Saint-Georges de Lizines.
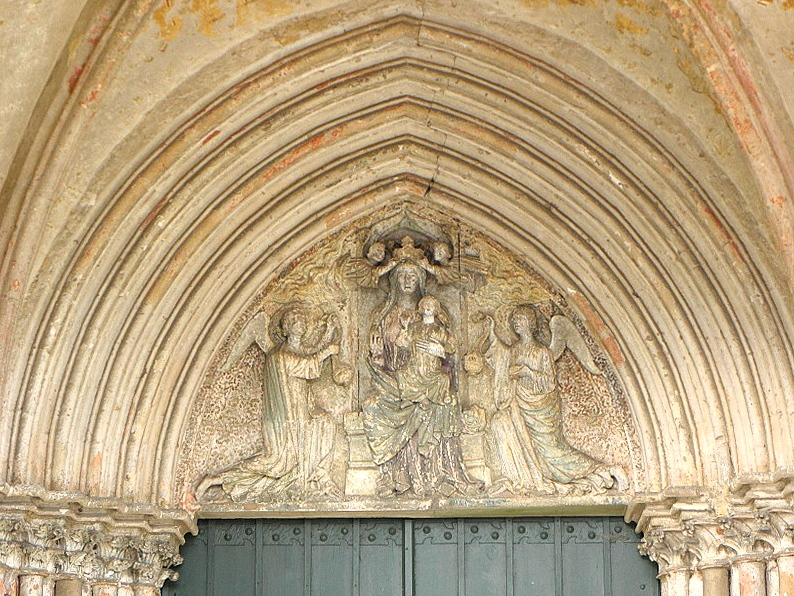
Tympan du portail occidental.
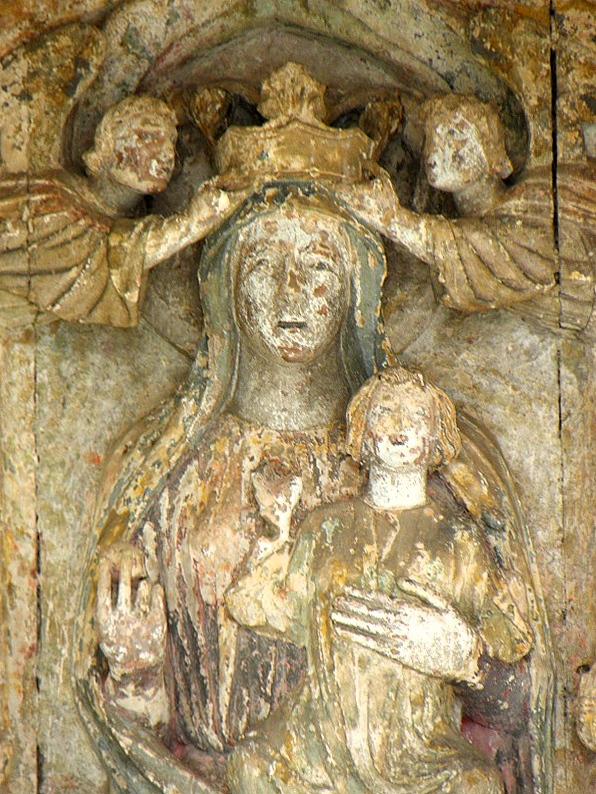
Vierge à l'Enfant du portail occidental.
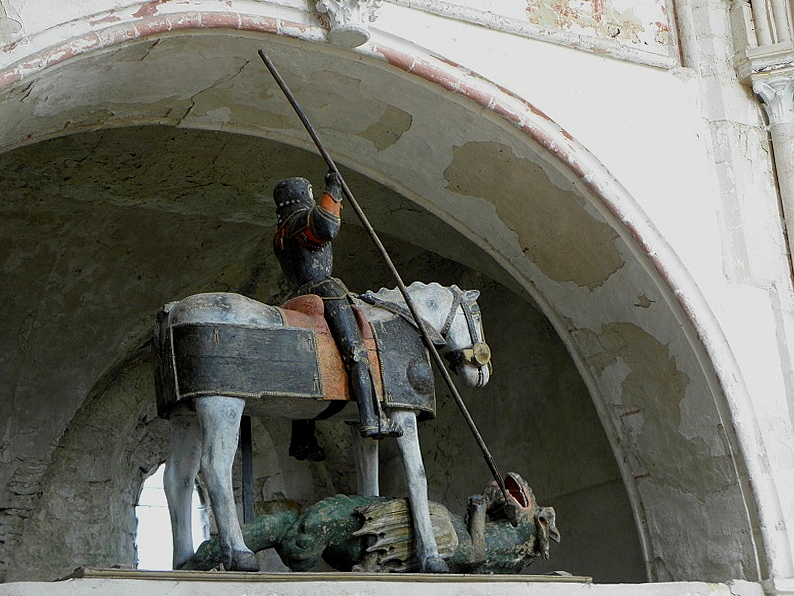
Saint Georges terrassant le dragon.
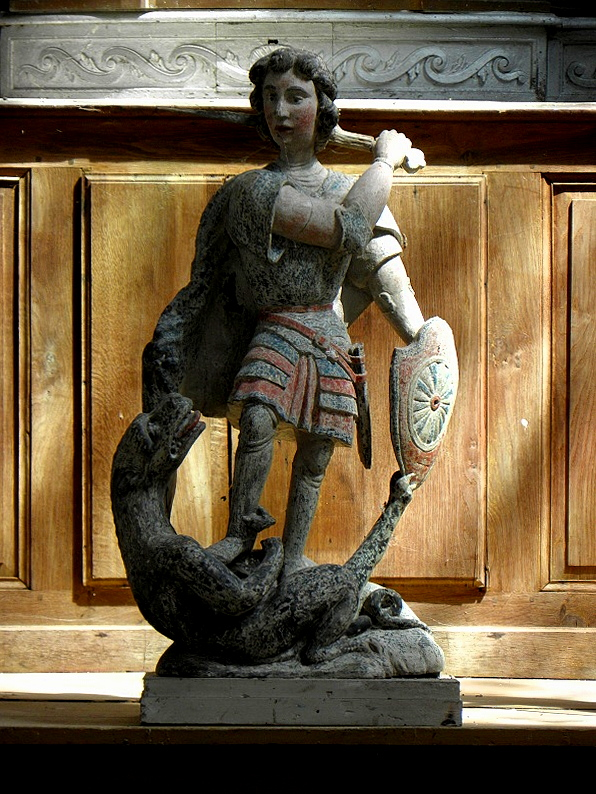
Combat de saint Michel contre les forces du mal.

- On trouve différentes autres sites touristiques : le plateau de la Brie, les « petits bois », les rives du ru des Vieux Moulins.

### Personnalités liées à la commune
- Alain Moreaux, né en 1940 à Lizines, athlète international, champion de France du saut à la perche en 1964